# Superwess
Superwess è il penultimo album di Wess & The Airedales, pubblicato dalla Durium nel 1971.
L'album, prodotto da Felice Piccarreda, contiene i brani Tu che non mi conoscevi (pubblicato nell'anno precedente), Occhi pieni di vento e La notte è troppo lunga, usciti come singoli.
Il primo e il terzo brano, sono le cover italiane di In the Chapel in the Moonlight e Blame It on the Pony Express. Sempre tra le cover italiane, sono presenti anche È stato subito amore (Tighter, Tighter), Io non ti scorderò (Give Me your Love Again), Io t'amerò fino all'ultimo mondo (Je t'aimerai jusqu'à la fin du monde) e Il battello "Mary" (Proud Mary); quest'ultima è interpretata anche dai Nuovi Angeli.
Gli arrangiamenti e la direzione orchestrale sono curati da Vince Tempera.

## Tracce

### Lato A
1. Mezzanotte (C. Minellono/A. Anelli)
2. È stato subito amore (Tighter, Tighter) (C. Minellono-F. Piccarreda/B. King-T. James)
3. Follia (S. Paveses/M. Rapallo)
4. Io non ti scorderò (Give Me your Love Again) (C. Minellono/P. Callander/M. Murray)
5. Solitudine (C. Minellono-F. Piccarreda/A. Anelli-M. Rapallo)
6. Io t'amerò fino all'ultimo mondo (Je t'aimerai jusqu'à la fin du monde) (V. Pallavicini/L. Amade/G. Bécaud)

### Lato B
1. La notte è troppo lunga (Blame It on the Pony Express) (C. Minellono/Cook-Greenaway/T. Macaulay)
2. Blackout (V. Tempera)
3. Peccato! (C. Minellono/A. Anelli)
4. Occhi pieni di vento (A. Salerno/M. Salerno)
5. Il battello "Mary" (Proud Mary) (F. Piccarreda/J. Fogerty)
6. Tu che non mi conoscevi (In the Chapel in the Moonlight) (P. Mendes/B. Hill)

## Crediti
- Produzione Doug Fowlkes
- Registrato negli studi di registrazione Durium e Fonorama
- ms AI 77273